# Danh sách vô địch đôi nữ Giải quần vợt Roland-Garros

## Các tay vợt vô địch

### Giải vô địch Pháp
Giải quần vợt Vô địch Pháp bắt đầu năm 1891 nhưng tới năm 1907 mới có nội dung đôi nữ. Tới năm 1924, giải chỉ dành cho các tay vợt có quốc tịch Pháp và những người định cư dài hạn, nhưng từ năm 1925, giải trở thành sự kiện quốc tế.
| Năm  | Vô địch                                              | Á quân                                               | Tỉ số                                          |
| ---- | ---------------------------------------------------- | ---------------------------------------------------- | ---------------------------------------------- |
| 1907 | Adine Masson Yvonne de Pfoeffel †                    |                                                      |                                                |
| 1908 | Kate Fenwick Cecile Matthey †                        |                                                      |                                                |
| 1909 | Jeanne Matthey Daisy Speranza †                      |                                                      |                                                |
| 1910 | Jeanne Matthey Daisy Speranza †                      |                                                      |                                                |
| 1911 | Jeanne Matthey Daisy Speranza †                      |                                                      |                                                |
| 1912 | Jeanne Matthey Daisy Speranza †                      |                                                      |                                                |
| 1913 | Blanch Amblard Suzanne Amblard †                     |                                                      |                                                |
| 1914 | Blanch Amblard Suzanne Amblard †                     | Germaine Golding Suzanne Lenglen                     | 6–4, 8–6                                       |
| 1915 | Không thi đấu do Chiến tranh thế giới thứ nhất       | Không thi đấu do Chiến tranh thế giới thứ nhất       | Không thi đấu do Chiến tranh thế giới thứ nhất |
| 1916 | Không thi đấu do Chiến tranh thế giới thứ nhất       | Không thi đấu do Chiến tranh thế giới thứ nhất       | Không thi đấu do Chiến tranh thế giới thứ nhất |
| 1917 | Không thi đấu do Chiến tranh thế giới thứ nhất       | Không thi đấu do Chiến tranh thế giới thứ nhất       | Không thi đấu do Chiến tranh thế giới thứ nhất |
| 1918 | Không thi đấu do Chiến tranh thế giới thứ nhất       | Không thi đấu do Chiến tranh thế giới thứ nhất       | Không thi đấu do Chiến tranh thế giới thứ nhất |
| 1919 | Không thi đấu do Chiến tranh thế giới thứ nhất       | Không thi đấu do Chiến tranh thế giới thứ nhất       | Không thi đấu do Chiến tranh thế giới thứ nhất |
| 1920 | Elisabeth d'Ayen Suzanne Lenglen †                   | Germaine Golding Jeanne Vaussard                     | 6–1, 6–1                                       |
| 1921 | Suzanne Lenglen Geramine Pigueron †                  | Marguerite Billout Suzanne Deve                      | 6–2, 6–1                                       |
| 1922 | Suzanne Lenglen Geramine Pigueron †                  | Marie Conquet Marie Danet                            | 6–3, 6–1                                       |
| 1923 | Suzanne Lenglen Didi Vlasto †                        | Helene Contostavlos Speranza Wyns                    | 6–1, 6–0                                       |
| 1924 | Marguerite Billout Yvonne Bourgeois †                | Germaine Golding Jeanne Vaussard                     | 6–3, 6–3                                       |
| 1925 | Suzanne Lenglen Didi Vlasto                          | Evelyn Colyer Kitty McKane Godfree                   | 6–1, 9–11, 6–2                                 |
| 1926 | Suzanne Lenglen Didi Vlasto                          | Evelyn Colyer Kitty McKane Godfree                   | 6–1, 6–1                                       |
| 1927 | Irene Bowder Peacock Bobbie Heine                    | Peggy Saunders Phoebe Holcroft Watson                | 6–2, 6–1                                       |
| 1928 | Phoebe Holcroft Watson Eileen Bennett Whittingstall  | Suzanee Deve Sylvia Lafaurie                         | 6–0, 6–2                                       |
| 1929 | Lilí de Álvarez Kea Bouman                           | Bobbie Heine Alida Neave                             | 7–5, 6–3                                       |
| 1930 | Helen Wills Moody Elizabeth Ryan                     | Simone Barbier Simonne Mathieu                       | 6–3, 6–1                                       |
| 1931 | Eileen Bennett Whittingstall Betty Nuthall Shoemaker | Cilly Aussem Elizabeth Ryan                          | 9–7, 6–2                                       |
| 1932 | Helen Wills Moody Elizabeth Ryan                     | Betty Nuthall Shoemaker Eileen Bennett Whittingstall | 6–1, 6–3                                       |
| 1933 | Simonne Mathieu Elizabeth Ryan                       | Sylvie Jung Henrotin Colette Rosambert               | 6–1, 6–3                                       |
| 1934 | Simonne Mathieu Elizabeth Ryan                       | Helen Hull Jacobs Sarah Palfrey Cooke                | 3–6, 6–4, 6–2                                  |
| 1935 | Margaret Scriven-Vivian Kay Stammers                 | Ida Adamoff Hilde Krahwinkel Sperling                | 6–4, 6–0                                       |
| 1936 | Simonne Mathieu Billie Yorke                         | Susan Noel Jadwiga Jędrzejowska                      | 2–6, 6–4, 6–4                                  |
| 1937 | Simonne Mathieu Billie Yorke                         | Dorothy Andrus Sylvie Jung Henrotin                  | 3–6, 6–2, 6–2                                  |
| 1938 | Simonne Mathieu Billie Yorke                         | Arlette Halff Nelly Adamson                          | 6–3, 6–3                                       |
| 1939 | Simonne Mathieu Jadwiga Jędrzejowska                 | Alice Florian Hella Kovac                            | 7–5, 7–5                                       |
| 1940 | Không thi đấu do Chiến tranh thế giới thứ hai        | Không thi đấu do Chiến tranh thế giới thứ hai        | Không thi đấu do Chiến tranh thế giới thứ hai  |
| 1941 | Cosette St. Omer Roy †† Alice Weiwers                | Aimee Charpenal Jacqueline Vivers                    | 6–3, 6–4                                       |
| 1942 | Cosette St. Omer Roy †† Alice Weiwers                | Yvonne Kleindel Paulette Melleno                     | 6–3, 2–6, 6–2                                  |
| 1943 | Cosette St. Omer Roy †† Alice Weiwers                | Genevieve Grosbois Claude Manescu                    | 3–6, 9–7, 7–5                                  |
| 1944 | Genevieve Grosbois †† Claude Manescu                 |                                                      |                                                |
| 1945 | Paulette Fritz Simone Iribarne Lafargue ††           | Simonne Mathieu Myrtil Brunnarius                    | 6–3, 6–1                                       |
| 1946 | Louise Brough Clapp Margaret Osborne duPont          | Pauline Betz Addie Doris Hart                        | 6–4 0–6 6–1                                    |
| 1947 | Louise Brough Clapp Margaret Osborne duPont          | Doris Hart Patricia Canning Todd                     | 7–5 6–2                                        |
| 1948 | Doris Hart Patricia Canning Todd                     | Shirley Fry Irvin Mary Arnold Prentiss               | 6–4, 6–2                                       |
| 1949 | Margaret Osborne duPont Louise Brough Clapp          | Joy Gannon Betty Hilton                              | 7–5, 6–1                                       |
| 1950 | Doris Hart Shirley Fry Irvin                         | Louise Brough Clapp Margaret Osborne duPont          | 1–6, 7–5, 6–2                                  |
| 1951 | Doris Hart Shirley Fry Irvin                         | Beryl Barlett Barbara Scofield Davidson              | 10–8, 6–3                                      |
| 1952 | Doris Hart Shirley Fry Irvin                         | Hazel Redick-Smith Julia Wipplinger                  | 7–5, 6–1                                       |
| 1953 | Doris Hart Shirley Fry Irvin                         | Maureen Connolly Julia Sampson Hayward               | 6–4, 6–3                                       |
| 1954 | Maureen Connolly Nell Hall Hopman                    | Maude Galtier Suzanne Schmitt                        | 7–5, 4–6, 6–0                                  |
| 1955 | Beverly Baker Fleitz Darlene Hard                    | Shirley Bloomer Brasher Pat Ward Hales               | 7–5, 6–8, 13–11                                |
| 1956 | Angela Buxton Althea Gibson                          | Darlene Hard Dorothy Head Knode                      | 6–8, 8–6, 6–1                                  |
| 1957 | Shirley Bloomer Brasher Darlene Hard                 | Yola Ramírez Ochoa Rosie Reyes                       | 7–5, 4–6, 7–5                                  |
| 1958 | Rosie Reyes Yola Ramírez Ochoa                       | Mary Bevis Hawton Thelma Coyne Long                  | 6–4, 7–5                                       |
| 1959 | Sandra Reynolds Price Renée Schuurman                | Yola Ramírez Ochoa Rosie Reyes                       | 2–6, 6–0, 6–1                                  |
| 1960 | Maria Bueno Darlene Hard                             | Pat Ward Hales Ann Haydon-Jones                      | 6–2, 7–5                                       |
| 1961 | Sandra Reynolds Price Renée Schuurman                | Maria Bueno Darlene Hard                             | đối thủ bỏ cuộc                                |
| 1962 | Sandra Reynolds Price Renée Schuurman                | Justina Bricka Margaret Court                        | 6–4, 6–4                                       |
| 1963 | Ann Haydon-Jones Renée Schuurman                     | Robyn Ebbern Margaret Court                          | 7–5, 6–4                                       |
| 1964 | Margaret Court Lesley Turner Bowrey                  | Norma Baylon Helga Schultze                          | 6–3, 6–1                                       |
| 1965 | Margaret Court Lesley Turner Bowrey                  | Françoise Dürr Janine Lieffrig                       | 6–3, 6–1                                       |
| 1966 | Margaret Court Judy Tegart Dalton                    | Jill Blackman Fay Toyne                              | 4–6, 6–1, 6–1                                  |
| 1967 | Françoise Dürr Gail Chanfreau                        | Annette Van Zyl DuPlooy Pat Walkden                  | 6–2, 6–2                                       |

### Pháp Mở rộng
| Năm  | Vô địch                                        | Á quân                                    | Tỉ số              |
| ---- | ---------------------------------------------- | ----------------------------------------- | ------------------ |
| 1968 | Françoise Dürr Ann Haydon-Jones                | Rosemary Casals Billie Jean King          | 7–5, 4–6, 6–4      |
| 1969 | Françoise Dürr Ann Haydon-Jones                | Nancy Richey Margaret Court               | 6–0, 4–6, 7–5      |
| 1970 | Gail Chanfreau Françoise Dürr                  | Rosemary Casals Billie Jean King          | 6–1, 3–6, 6–3      |
| 1971 | Gail Chanfreau Françoise Dürr                  | Helen Gourlay Cawley Kerry Harris         | 6–4, 6–1           |
| 1972 | Billie Jean King Betty Stöve                   | Winnie Shaw Nell Truman                   | 6–1, 6–2           |
| 1973 | Margaret Court Virginia Wade                   | Françoise Dürr Betty Stöve                | 6–2, 6–3           |
| 1974 | Chris Evert Olga Morozova                      | Gail Chanfreau Katja Ebbinghaus           | 6–4, 2–6, 6–1      |
| 1975 | Chris Evert Martina Navratilova                | Julie Anthony Olga Morozova               | 6–3, 6–2           |
| 1976 | Fiorella Bonicelli Gail Chanfreau              | Kathleen Harter Helga Niessen Masthoff    | 6–4, 1–6, 6–3      |
| 1977 | Regina Maršíková Pam Teeguarden                | Rayni Fox Helen Gourlay Cawley            | 5–7, 6–4, 6–2      |
| 1978 | Mima Jaušovec Virginia Ruzici                  | Lesley Turner Bowrey Gail Chanfreau       | 5–7, 6–4, 8–6      |
| 1979 | Betty Stöve Wendy Turnbull                     | Françoise Dürr Virginia Wade              | 3–6, 7–5, 6–4      |
| 1980 | Kathy Jordan Anne Smith                        | Ivanna Madruga Adriana Villagrán          | 6–1, 6–0           |
| 1981 | Rosalyn Fairbank Nideffer Tanya Harford        | Candy Reynolds Paula Smith                | 6–1, 6–3           |
| 1982 | Martina Navratilova Anne Smith                 | Rosemary Casals Wendy Turnbull            | 6–3, 6–4           |
| 1983 | Rosalyn Fairbank Nideffer Candy Reynolds       | Kathy Jordan Anne Smith                   | 5–7, 7–5, 6–2      |
| 1984 | Martina Navratilova Pam Shriver                | Claudia Kohde–Kilsch Hana Mandlíková      | 5–7, 6–3, 6–2      |
| 1985 | Martina Navratilova Pam Shriver                | Claudia Kohde–Kilsch Helena Suková        | 4–6, 6–2, 6–2      |
| 1986 | Martina Navratilova Andrea Temesvári           | Steffi Graf Gabriela Sabatini             | 6–1, 6–2           |
| 1987 | Martina Navratilova Pam Shriver                | Steffi Graf Gabriela Sabatini             | 6–2, 6–1           |
| 1988 | Martina Navratilova Pam Shriver                | Claudia Kohde–Kilsch Helena Suková        | 6–2, 7–5           |
| 1989 | Larisa Savchenko Neiland Natalia Zvereva       | Steffi Graf Gabriela Sabatini             | 6–4, 6–4           |
| 1990 | Jana Novotná Helena Suková                     | Larisa Savchenko Neiland Natalia Zvereva  | 6–4, 7–5           |
| 1991 | Gigi Fernández Jana Novotná                    | Larisa Savchenko Neiland Natalia Zvereva  | 6–4, 6–0           |
| 1992 | Gigi Fernández Natalia Zvereva                 | Conchita Martínez Arantxa Sánchez Vicario | 6–3, 6–2           |
| 1993 | Gigi Fernández Natalia Zvereva                 | Larisa Savchenko Neiland Jana Novotná     | 6–3, 7–5           |
| 1994 | Gigi Fernández Natalia Zvereva                 | Lindsay Davenport Lisa Raymond            | 6–2, 6–2           |
| 1995 | Gigi Fernández Natalia Zvereva                 | Jana Novotná Arantxa Sánchez Vicario      | 6–7(6–8), 6–4, 7–5 |
| 1996 | Lindsay Davenport Mary Joe Fernández           | Gigi Fernández Natalia Zvereva            | 6–2, 6–1           |
| 1997 | Gigi Fernández Natalia Zvereva                 | Mary Joe Fernández Lisa Raymond           | 6–2, 6–3           |
| 1998 | Martina Hingis Jana Novotná                    | Lindsay Davenport Natalia Zvereva         | 6–1, 7–6(7–4)      |
| 1999 | Serena Williams Venus Williams                 | Martina Hingis Anna Kournikova            | 6–3, 6–7(2–7), 8–6 |
| 2000 | Martina Hingis Mary Pierce                     | Virginia Ruano Pascual Paola Suárez       | 6–2, 6–4           |
| 2001 | Virginia Ruano Pascual Paola Suárez            | Jelena Dokić Conchita Martínez            | 6–2, 6–1           |
| 2002 | Virginia Ruano Pascual Paola Suárez            | Lisa Raymond Rennae Stubbs                | 6–4, 6–2           |
| 2003 | Kim Clijsters Ai Sugiyama                      | Virginia Ruano Pascual Paola Suárez       | 6–7(5–7), 6–2, 9–7 |
| 2004 | Virginia Ruano Pascual Paola Suárez            | Svetlana Kuznetsova Elena Likhovtseva     | 6–0, 6–3           |
| 2005 | Virginia Ruano Pascual Paola Suárez            | Cara Black Liezel Huber                   | 4–6, 6–3, 6–3      |
| 2006 | Lisa Raymond Samantha Stosur                   | Daniela Hantuchová Ai Sugiyama            | 6–3, 6–2           |
| 2007 | Alicia Molik Mara Santangelo                   | Katarina Srebotnik Ai Sugiyama            | 7–6(7–5), 6–4      |
| 2008 | Anabel Medina Garrigues Virginia Ruano Pascual | Casey Dellacqua Francesca Schiavone       | 2–6, 7–5, 6–4      |
| 2009 | Anabel Medina Garrigues Virginia Ruano Pascual | Victoria Azarenka Elena Vesnina           | 6–1, 6–1           |
| 2010 | Serena Williams Venus Williams                 | Květa Peschke Katarina Srebotnik          | 6–2, 6–3           |
| 2011 | Andrea Hlaváčková Lucie Hradecká               | Sania Mirza Elena Vesnina                 | 6–4, 6–3           |
| 2012 | Sara Errani Roberta Vinci                      | Maria Kirilenko Nadia Petrova             | 4–6, 6–4, 6–2      |
| 2013 | Ekaterina Makarova Elena Vesnina               | Sara Errani Roberta Vinci                 | 7–5, 6–2           |
| 2014 | Tạ Thục Vi Bành Soái                           | Sara Errani Roberta Vinci                 | 6–4, 6–1           |
| 2015 | Bethanie Mattek-Sands Lucie Šafářová           | Casey Dellacqua Yaroslava Shvedova        | 3–6, 6–4, 6–2      |
| 2016 | Caroline Garcia Kristina Mladenovic            | Ekaterina Makarova Elena Vesnina          | 6–3, 2–6, 6–4      |
| 2017 | Bethanie Mattek-Sands Lucie Šafářová           | Ashleigh Barty Casey Dellacqua            | 6–2, 6–1           |
| 2018 | Barbora Krejčíková Kateřina Siniaková          | Eri Hozumi Makoto Ninomiya                | 6–3, 6–3           |
| 2019 | Tímea Babos Kristina Mladenovic                | Duan Yingying Zheng Saisai                | 6–2, 6–3           |
| 2020 |                                                |                                           |                    |

| Giải thông thường                                                                                |
| † Giải chỉ dành cho các thành viên câu lạc bộ người Pháp, còn gọi là Giải vô địch quốc gia Pháp; |
| †† Không được giải công nhận là nhà vô địch. Xem Tournoi de France                               |